# Hlízov
Hlízov är en ort i Tjeckien.   Den ligger i regionen Mellersta Böhmen, i den centrala delen av landet, 60 km öster om huvudstaden Prag. Hlízov ligger 202 meter över havet och antalet invånare är 407.
Terrängen runt Hlízov är lite kuperad.Runt Hlízov är det ganska tätbefolkat, med 134 invånare per kvadratkilometer. Närmaste större samhälle är Kolín, 8,3 km nordväst om Hlízov. Trakten runt Hlízov består till största delen av jordbruksmark.